# Medlöpare
En medlöpare är en benämning för en person som  sympatiserar med en viss typ av rörelse eller organisation utan att själv vara en del av denna, alternativt en som aningslöst låter sig utnyttjas av någon rörelse – vanligen menar man då att individen borde veta bättre. [källa behövs]
Benämningen används ofta för personer som stödjer eller låter sig utnyttjas av totalitära regimer, utan att vara delar av maktstrukturen.
Benämningen har övervägande använts på kommunistsympatisörer, det vill säga personer som inte själva är medlemmar av ett kommunistiskt parti, men som stödjer ett sådant i ord och handling.[källa behövs] Inte sällan har även nazistsympatisörer utpekats.[källa behövs] På senare tid[när?] har det använts om personer som lierar sig med islamistiska intressen. Övervikten på kommunistsympatisörer får ses mot bakgrund av kommunismen var betydligt framgångsrikare än till exempel fascism och nazism när det gäller att attrahera intellektuella sympatisörer, framför allt utomlands.[källa behövs]
Många författare, journalister och intellektuella har utpekats (eller själva utpekat sig) som medlöpare; bland andra André Gide, André Malraux, Ernest Hemingway och Fredrik Böök.[källa behövs]

## Termen i Sovjet
Den ryska termen poputchik användes i Sovjet efter kommunisternas maktövertagande bland annat om författare som sympatiserade med målsättningarna utan att aktivt delta i maktövertagandet. I Centraleuropa användes den ryska termen jämsides med termer på andra språk. Den blev känd genom Lev Trotskijs bok Litteratur och revolution från 1924, där kapitel två heter "Revolutionens litterära 'medlöpare'".[källa behövs]
De är inte proletariatets revolutions författare utan dess konstnärs"medlöpare", i den bemärkelse som detta ord användes av de gamla socialisterna. ...I fråga om en "medlöpare" inställer sig alltid frågan – hur långt kommer han att gå? Denna fråga kan inte besvaras på förhand, inte ens ungefärligt. Dess lösning beror inte så mycket på den eller den "medlöparens" personliga egenskaper utan huvudsakligen på den objektiva trenden hos tingen under det kommande decenniet.
Termen hade i början ingen nedsättande klang. Man insåg att man måste beakta konstnärens behov av intellektuell frihet och hans beroende av banden till tidigare kulturella traditioner. Medlöparna sågs som experter som behövdes för att fylla det litterära tomrummet tills en sann proletärkonst skulle framträda. Flera av de främsta sovjetiska författarna under 1920-talet hör till denna kategori: Osip Mandelshtam, Leonid Leonov, Boris Pilnyak, Isaac Babel, Ilya Ehrenburg, och inte minst tack vare dem fick Sovjet uppleva en litterär blomstringstid. Med tiden fick de dock ge vika för en ny proletärkonst och vid decenniets slut betraktades de närmast som kontrarevolutionära.

## Hoovers klassificering
J. Edgar Hoover, som under lång tid ledde FBI, såg kommunistpartiet som ett säkerhetshot. I en bok definierade han fem typer av farliga samhällsomstörtare, varav medlöparna var en:
1. Öppna medlemmar i kommunistpartiet.
2. Underjordiska kommunister som dolde sitt partimedlemskap.
3. Kommunistsympatisörer, potentiella kommunister på grund av att de delade kommunistiska åsikter.
4. Medlöparna, som inte var potentiella kommunister men likväl kunde ha åsikter som sammanföll med kommunisternas.
5. De godtrogna, som uppenbart inte var potentiella kommunister men vars åsikter i viss mån kunde sammanfalla med kommunisternas. Till exempel religiösa ledare som motsatte sig ökade militära utgifter eller krig.

## Tyskland och Österrike
Under avnazifieringen av Tyskland delades misstänkta personer av de olika militärmyndigheterna in i fem grupper: huvudskyldiga (Hauptschuldige), belastade (Belastete), lindrigt belastade (Minderbelastete), medlöpare (Mitläufer) och oskyldiga (Entlastete). De som betecknades som medlöpare var sådana som ryckts med utan att ha en nazistisk övertygelse och som spelat en underordnad roll. Hit hörde den stora majoriteten av anklagade. I Österrike användes inte kategorin medlöpare utan de som motsvarade denna räknades till de lindrigt belastade.